# 메블뤼트 차우쇼을루
메블뤼트 차우쇼을루(튀르키예어: Mevlüt Çavuşoğlu, 문화어: 메블뤼트 챠부쇼글루, 1968년 2월 5일~)는 튀르키예의 정치인이다. 정의개발당 소속으로서 2002년 국회의원으로 선출되었다. 2014년부터 2023년까지 아흐메트 다부톨루 내각의 외무장관으로 재직하였다.